# Jitka Bicková
Jitka Bicková, provdaná Jitka Jurásková (* 11. května 1958), byla česká a československá politička Komunistické strany Československa a poslankyně Sněmovny národů Federálního shromáždění za normalizace.

## Biografie
K roku 1981 se profesně uvádí jako ošetřovatelka dojnic. Ve volbách roku 1981 zasedla za KSČ do české části Sněmovny národů (volební obvod č. 73 - Přerov, Severomoravský kraj). Ve Federálním shromáždění setrvala do konce funkčního období, tedy do voleb roku 1986.